# كولكيكون (ثيسالونيكي)
كولكيكون (Κολχικόν) هي مدينة في ثيسالونيكي في مقاطعة فوريا إلادا في اليونان.